# Frans Michael Franzén
Frans Michael Franzén (Uleåborg-nome svedese dell'odierna Oulu-, 9 febbraio 1772 – Härnösand, 14 agosto 1847) è stato uno scrittore svedese di lingua svedese, benché nato in un territorio dell'attuale Finlandia.

## Biografia
Docente universitario nell'Accademia reale di Åbo, (nell'odierna Turku) fuggì in Svezia dopo la guerra finlandese e assunse il ruolo di pastore parrocchiale. Dal 1824 al 1834 ricoprì anche il ruolo di segretario dell'Accademia svedese. Nel 1831 fu nominato vescovo di Härnösand.
Tra le sue più importanti opere, derivate da Klopstock, si ricordano Canti per Selma (1793), Canto sul conte Gustaf Filip Creutz (1797) e Canti per Fanny (1821).